# Південний Матабелеленд
Південний Матабелеленд (англ. Matabeleland South Province) — провінція в Зімбабве. Адміністративний центр Південного Матабелеленде — місто Гванда.

## Географія
Провінція Південний Матабелеленд знаходиться в південно-західній частині Зімбабве. Площа провінції становить 54 172 км². Клімат в Південному Матабелеленді посушливий, опади випадають рідко.

## Населення
За даними на 2013 рік чисельність населення становить 661 107 осіб. Провінція слабо заселена, її жителі в основному — це представники народності матабеле.
Динаміка чисельності населення провінції по роках:
| 1982   | 2002   | 2013   |
| ------ | ------ | ------ |
| 519606 | 654879 | 661107 |

## Адміністративний поділ

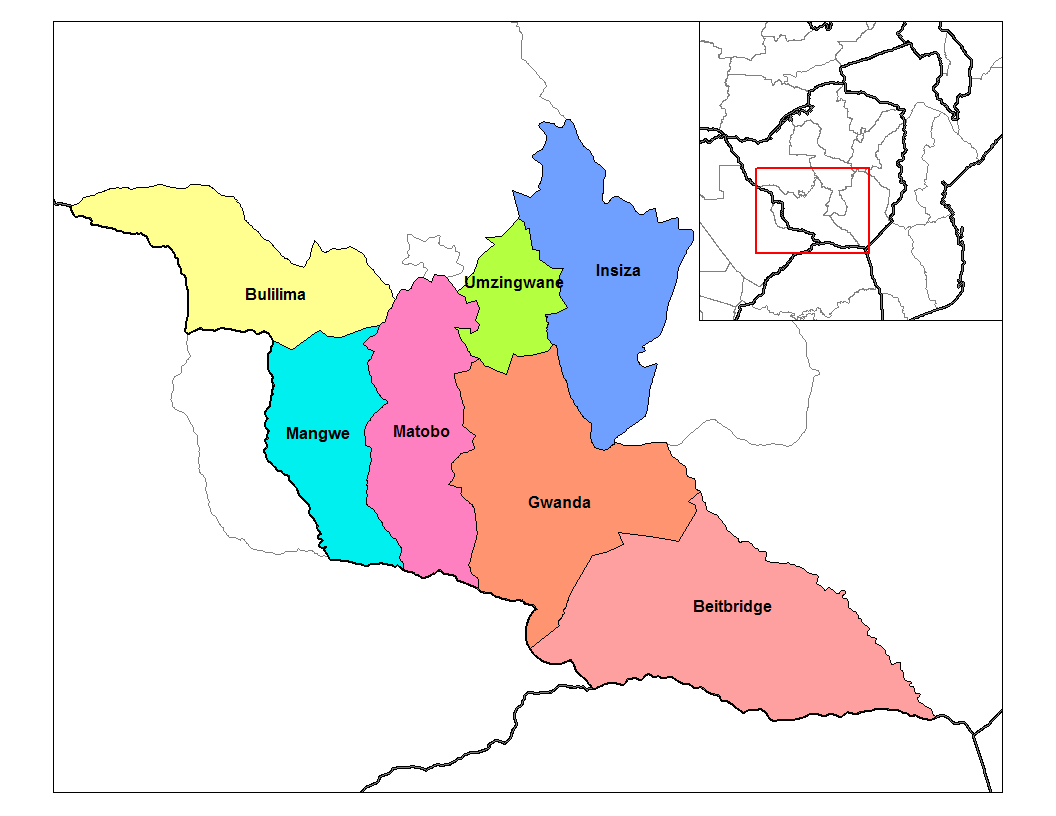
Райони провінції Південний Матабелеленд.

В адміністративному відношенні провінція поділяється на 6 районів: Бейтбрідж, Буліліма, Гванда, Інсіза, Південне Мангве і Умцінгваме.

## Економіка
Основою економіки провінції є туристичний бізнес, розведення великої рогатої худоби і видобуток корисних копалин — золота, хрома, азбеста та ін.